# Exochella marionae
Exochella marionae är en mossdjursart som beskrevs av Hayward 1991. Exochella marionae ingår i släktet Exochella och familjen Exochellidae. Inga underarter finns listade i Catalogue of Life.